# Quartetto Arditti

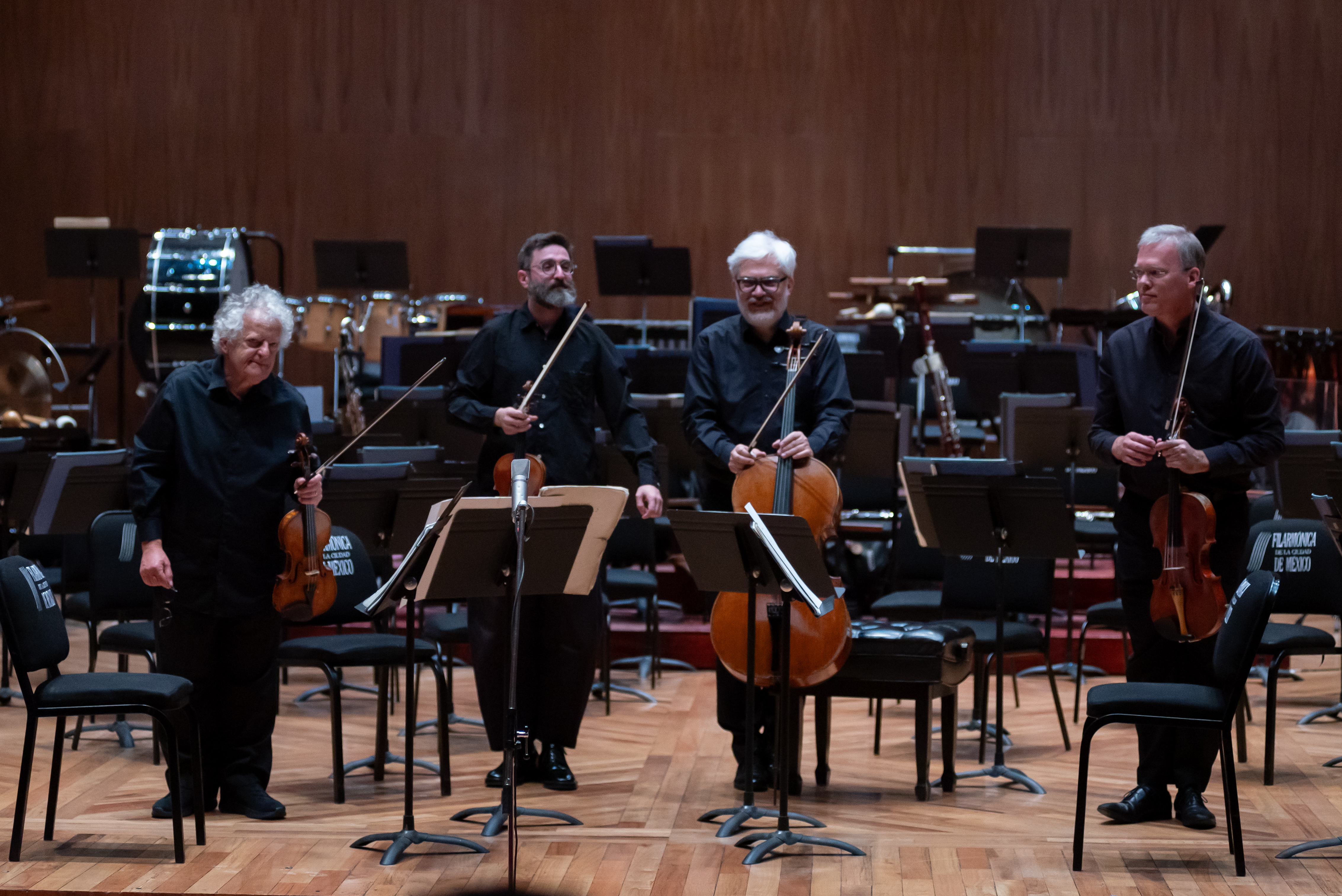
Il Quartetto Arditti nel 2024.

Il Quartetto Arditti è un quartetto d'archi fondato nel 1974 e guidato dal violinista britannico Irvine Arditti. Il quartetto è universalmente riconosciuto come promotore della musica classica contemporanea e di avere un repertorio molto vasto. Inizialmente il quartetto divenne noto perché preparava un repertorio di brani tecnicamente molto impegnativi.
Nel corso degli anni ci sono stati cambiamenti di esecutori nella formazione ma Irvine Arditti è rimasto al comando, guidando il gruppo. Il repertorio del quartetto è soprattutto musica degli ultimi 50 anni con una forte enfasi sui compositori viventi. Il loro obiettivo fin dall'inizio è stato quello di collaborare con i compositori soprattutto durante le prove. Tuttavia, a differenza di altri gruppi, il quartetto è fedele alla musica di vena classica e evita la musica cross-genre. Il Quartetto si è esibito in grandi sale da concerto e festival culturali in tutto il mondo e ha la più lunga discografia di ogni gruppo nel suo genere. Nel 1999 ha vinto il Premio Ernst von Siemens Music alla carriera, il primo e unico gruppo ad oggi ad aver ricevuto questo premio.

## Storia
Il Quartetto è stato fondato nel 1974 da Irvine Arditti con Levine Andrade, Lennox Mackenzie e John Senter durante gli anni di studio alla Royal Academy of Music. Si sono modellati sul Quartetto La Salle degli Stati Uniti, inizialmente focalizzato sul repertorio LaSalle, con l'obiettivo di sostenere i compositori, suonando i brani come vogliono che siano eseguiti. Molto presto la dimensione del loro repertorio è andata ben al di là di ciò che LaSalle ha realizzato o di fatto qualsiasi altro gruppo nella storia della musica classica.
Arditti è nato a Londra nel 1953 e ha iniziato i suoi studi in violino e composizione alla Royal Academy all'età di sedici anni. Arditti ha vinto premi per violino e composizione, ma ha deciso di essere un migliore violinista e smesso di comporre. L'attenzione del quartetto sulla nuova musica è dovuta all'interesse di Arditti, che ha cominciato a comporre nella sua infanzia e ascoltando la musica di Stockhausen, Ligeti e altri dell'avanguardia degli anni Sessanta. Fu più tardi che Ardittí si rese conto dell'opera del Quartetto LaSalle. Il Quartetto fu fondato durante l'ultimo anno presso la Royal Academy e ha continuato durante il periodo in cui suonava nella London Symphony Orchestra dal 1976 al 1980, dopo di che ha lasciato l'Orchestra per dedicarsi a tempo pieno al Quartetto.
Il primo concerto del Quartetto è stato nel settembre 1974 con le opere di Krzysztof Penderecki, che era alla Royal Academy per ricevere un titolo onorario. Questo ha dato al gruppo la possibilità di collaborare con il compositore, modalità che sin d'allora è proseguita con tutti i compositori. Il quartetto fu chiamato Arditti perché avevano bisogno di un nome entro 24 ore, per cui hanno usato il nome di Irvine con l'idea che sarebbe stata una soluzione temporanea, ma il nome rimase quello.
Nei primi anni, prima della fine degli anni '70, l'ensemble eseguì e registrò tutti i quartetti di Hans Werner Henze e Gyorgy Ligeti, iniziando anche a suonare in diretta sulla BBC. Il loro primo pezzo fu commissionato nel 1977, il Quartetto d'archi n. 1. di Jonathan Harvey.
Il gruppo ha continuato ad avere successo in tour e registrazioni in Europa, ma non è stato fino al successo del Kronos Quartet che l'ensemble è venuto all'attenzione del pubblico americano e canadese, con un tour verso la fine degli anni '80. 
A oltre quattro decenni dalla sua nascita, l'unico membro fondatore che rimane è il suo leader Irvine Arditti.
Per il quarantesimo anniversario del quartetto nel 2014, una delle celebrazioni a Londra includeva un evento a tre concerti in un giorno, con opere di quindici diversi compositori con i quali il loro leader Arditti è stato particolarmente associato, nonché prime esecuzioni e nuovi lavori.

## Repertorio
Il Quartetto Arditti si è dedicato a lavori del XX secolo e contemporanei, una nicchia nella musica da camera dove dominano i maestri classici. Mentre svolgono solo una manciata di opere prima del ventesimo secolo, richiedono che il loro repertorio mantenga quella tradizione secolare che si è formata in Europa. Non lavorano con compositori provenienti da campi come jazz, pop o crossover. Si concentrano su quelli degli ultimi cinquant'anni, insieme a molta musica nuova, soprattutto repertorio appositamente scritto per l'ensemble e prima esecuzioni.
Il quartetto è considerato l'interprete autentico per moltissimi compositori del tardo 20 ° secolo, con una reputazione nel padroneggiare le composizioni più difficili e complesse. Essi raramente improvvisano perché il loro obiettivo è lavorare con i compositori, che spaziano da quelli attivi nei primi anni del Novecento fino ad oggi e comprendono Hans Abrahamsen, Thomas Adès, Luciano Berio, John Cage, Elliott Carter, Franco Donatoni, Pascal Dusapin, Henri Dutilleux, Brian Ferneyhough, Morton Feldman, Georg Friedrich Haas, György Kurtag, Helmut Lachenmann, György Ligeti, Luca Francesconi, Witold Lutoslawski, Christophe Bertrand, Wolfgang Rihm, Giacinto Scelsi e Iannis Xenakis.
Hanno occasionalmente eseguito pezzi minimalisti come Mishima di Philip Glass e il primo quartetto di Gavin Bryars scritto per loro. Anche le opere che coinvolgono l'elettronica sono nel loro repertorio: Antiphon di York Holler, Nymphea di Kaija Saariaho e Roger Reynolds. Nel loro primo concerto hanno suonato solo nuove composizioni, ma nel secondo anno hanno deciso che il loro repertorio dovesse includere opere della Seconda Scuola Viennese e Bartók subito dopo. Alle composizioni degli inizi del XX secolo è seguita negli anni Ottanta l'ampliamento del repertorio alla Grossa Fuga di Beethoven. Hanno eseguito il secondo Quartetto di Ligeti e centinaia di volte i Tetras di Xenakis.
L'attenzione alla nuova musica si manifesta anche nella capacità di collaborare con il compositore nell'interpretazione del brano, cosa che il gruppo considera molto importante, sia nel 'come' suonare il brano che nel fatto che considerano il loro lavoro come una sorta di assistenza ai compositori, particolarmente più giovani e meno conosciuti.  I compositori spesso effettuano piccoli aggiustamenti alle loro composizioni dopo aver lavorato con il quartetto. Il compositore norvegese Sven Lyder Kahrs chiama il gruppo "Rolls-Royce" dei quartetti, in parte perché non deve spiegare come suonare la loro musica. Semplicemente sanno già cosa fare.
In passato sono stati confrontati con il Quartetto Kronos, ma a differenza di loro non sono interessati al pubblico di crossover o ai pezzi di cross-genre, rimanendo legati alla forma classica del quartetto. Ci sono infatti pochissimi pezzi comuni a entrambi i gruppi.

## Riconoscimenti
Il Quartetto ha una reputazione mondiale come leader per la sua interpretazione del XX secolo e della nuova musica contemporanea, ricevendo costanti lodi di critica. Sono stati notati per la loro "virtuosità stupefacente e la volontà di estendere i confini di quello che si può aspettare da un quartetto d'archi..."  Tuttavia, sono stati anche criticati come severi, asciutti e intellettuali con una "retorica ad alto flusso che sembra quasi pensata per dimostrare che la" nuova musica "può vivere in un mondo pretenziosamente autoreferenziale." 
I premi ricevuti includono la Deutsche Shallplatten Preis in varie occasioni, il Gramophone Award per la migliore registrazione della musica contemporanea nel 1999 e nel 2002, il Premio Coup de Coeur e il Gran Premio dell'Accademia Charles Cros nel 2004 e il Premio Ernst von Siemens Music alla carriera. Sono il primo e unico gruppo ad oggi per ricevere il premio della Fondazione Siemen.

## Concerti e registrazioni
Il Quartetto è estremamente attivo tutto l'anno, generalmente con esecuzioni, registrazioni e prime esecuzioni che vanno tra le venti e cinquanta nuove opere ogni anno, con pause solo durante le vacanze estive e di Natale. Hanno eseguito centinaia di nuove opere e commissioni, con una discografia di oltre 200 CD su più di venti etichette diverse, di gran lunga la più lunga discografia contemporanea per quartetto d'archi.  Un archivio completo del lavoro del quartetto si trova presso la Fondazione Sacher di Basilea, Svizzera. 
La maggior parte delle loro esecuzioni avvengono nelle sale concerti e nei festival Europei, ma sono conosciute in tutto il mondo e si sono esibiti ampiamente negli Stati Uniti, Canada, Corea, Sud America, Giappone e Messico al Festival Internacional Cervantino. Un pezzo speciale di cui Arditti stesso ha curato la commissione - che non può  essere eseguito in una sala da concerto - è il quartetto di elicotteri di Stockhausen, che obbliga ogni membro a suonare la sua parte nel proprio elicottero che viene trasmessa in tempo reale al suolo elettronicamente dove il pubblico ascolta in una sala da concerto.

## Discografia (parziale)
- Harrison Birtwistle: The Tree of Strings, 9 Movements (CD: AEON AECD1217, released 2012)
- John Cage: Music for Four, 30 Pieces (CD: MODE Mode17, released 1989)
- John Cage: String quartet in four parts, Four (CD: MODE Mode27, released 1992)
- Elliott Carter: String quartets 1–4, Elegy (CD: Et Cetera KTC 1065-66, released 1989)
- Pascal Dusapin: String quartets 1–5, Musique Fugitive (CD: AEON AECD0983, released 2012)
- Pascal Dusapin: String quartets 6-7 (Quartet 6 Hinterland for quartet and orchestra) |AEON AECD1753, released 2017)
- Brian Ferneyhough: String quartets Sonatas (1), 2-6, Adagissimo, Dum Transissets I-IV, Exordium, string trio's 1994 + 1995 * * AEON AECD1335, released 2017)
- Roberto Gerhard: String quartets 1–2, Chaconne (CD: AEON AECD1225, released 2010)
- Jonathan Harvey: String quartets 1–4, String trio (CD: AEON AECD0975, released 2009)
- Hans Werner Henze: String quartets 1–5 (CD: WERGO WER 60114/ 15-50, released 1986)
- Toshio Hosokawa: String quartets Urbilder, Landscape I, Silent flowers, Floral fairy, Blossoming, Kalligraphie (CD: WERGO WER 6761 2, released 2013)
- Toshio Hosokawa: Quintets Fragmente II with recorder, Landscape II with harp, Landscape V with sho + solos elegy for violin, threnody for viola, chant for cello, (CD: WERGO WER 6769 2, released 2014)
- Helmut Lachenmann: String quartets 1, 2 and 3 (CD: KAIROS Kairos 0012662, released 2011)
- György Ligeti: String quartets 1, 2 (CD: WERGO WER 60079-50, released 1988)
- György Ligeti: String quartets 1, 2, 2 Movements, Ballad und tanz, Hyllning (CD: SONY SK62306, released 1996)
- Conlon Nancarrow:String quartets 1, 3, Studie 15, 31, 33, 34, Toccata (CD: WERGO WER 669262, released 2007)
- Arnold Schönberg: String quartets I–IV (CD: Montaigne/naive MO782024, released 1994)
- Arnold Schönberg: Chamber Music (CD: Montaigne/naive MO782025, released 1995)
- Karlheinz Stockhausen: Helikopter quartett (CD: Stockhausen Verlag CD 53A + B, released 1999)
- Anton Webern: complete string trios and quartets (CD: Montaigne/naive MO782136, released1991)
- Iannis Xenakis: complete string chamber music (CD: Montaigne/naive MO782005, released 1992)

## Altre attività
I membri del gruppo conducono regolarmente lezioni e master in Europa, Stati Uniti e Canada, per strumentisti e compositori. Dal 1982 al 1996 hanno lavorato con giovani compositori presso i Darmstadt International Summer Courses for New Music. Nel 2013 hanno collaborato con il compositore Brian Ferneyhough su un documentario chiamato "Climbing a Mountain", su come il gruppo si prepara per la presentazione di nuovi brani. È stato creato in particolare per i compositori e gli studenti di musica per aiutarli a comprendere il processo delle prove. 

## Membri
- Irvine Arditti (violin), 1974–
- Ashot Sarkissjan (violin), 2005–
- Ralf Ehlers (viola), 2003–
- Lucas Fels (cello), 2006–

Membri passati
Secondo Violino
- Lennox Machenzie, 1974-1983
- Alexander Balanesco, 1983-1985
- David Alberman, 1985-1994
- Graeme Jennings, 1994-2005

Viola
- Levine Andrade, 1974-1990
- Garth Knox, 1990-1997
- Don Scheindlin, 1997-2002

Violoncello
- John Senter, 1974-1976
- Helen Liebmann, 1976-1977
- Rohan de Saram, 1977-2005